# アーチボルド・ルシアス・ダグラス

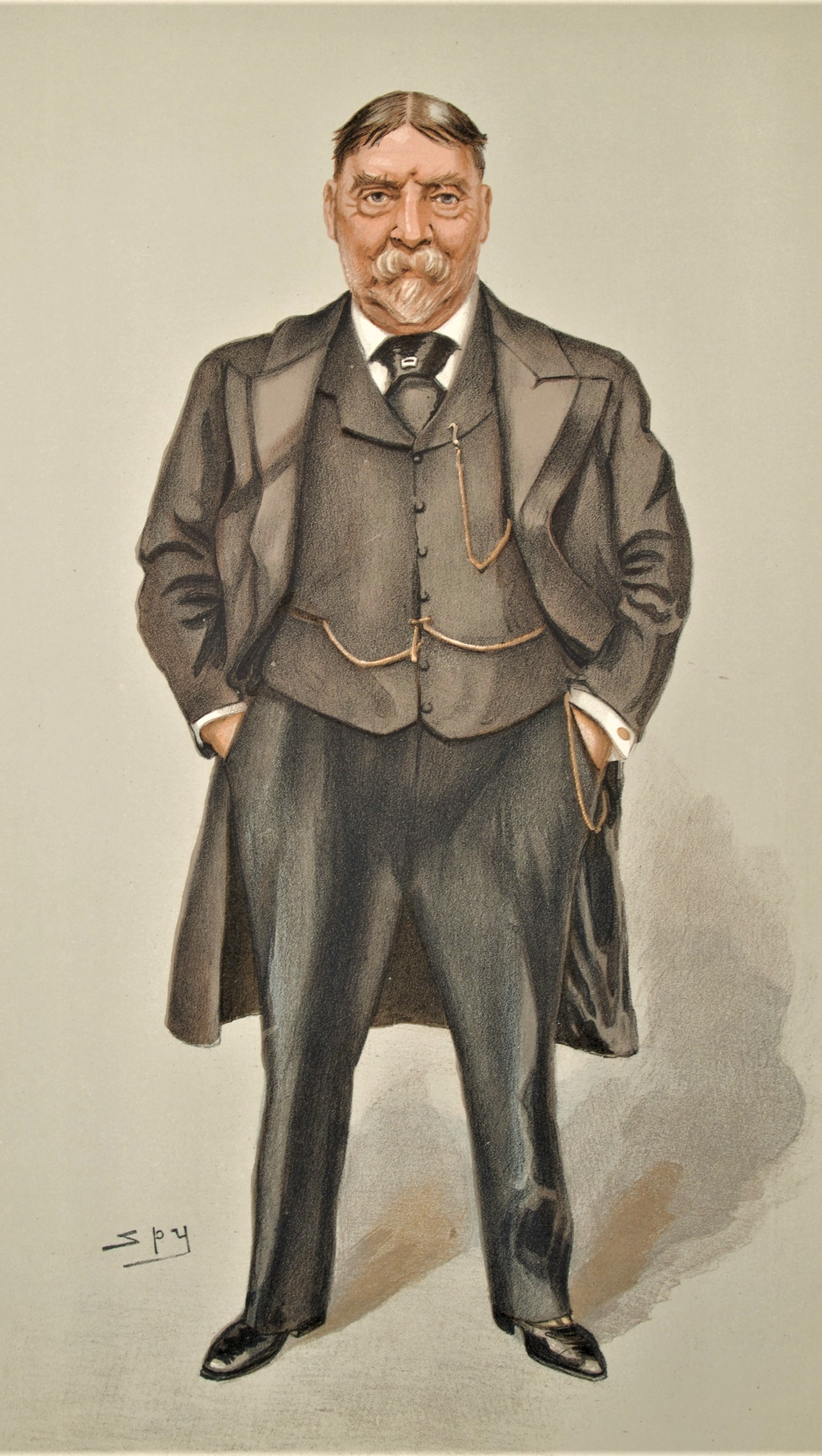
『バニティ・フェア』1902年7月号

サー・アーチボルド・ルシアス・ダグラス（Sir Archibald Lucius Douglas、1842年2月8日 - 1913年3月12日）は、イギリス海軍の軍人。明治期日本のお雇い外国人のひとりで、日本の海軍兵学校教育の基礎を固めた。勲一等旭日大綬章受章者。

## 略歴
1842年、現カナダのケベック州に生まれる。
ケベック高校を卒業後、1856年に士官候補生としてイギリス海軍に入る。1873年（明治6年）から1875年まで、ダグラス教官団（イギリス海軍顧問団）の団長として日本に滞在した。1901年に中将に昇進、1902年から1904年まで北米艦隊司令長官を務め、1907年に退役した。1910年にはマギル大学の名誉法学博士となる。1902年、バス勲章のナイト・コマンダー（KCB）、1905年にロイヤル・ヴィクトリア勲章のナイト・グランド・クロス（GCVO）、1911年にバス勲章のナイト・グランド・クロス（GCB）を受章している。
1913年、イングランドのハンプシャー、ニューナムで没。

## エピソード
駐日中、海軍兵学寮でサッカーを教えた。これが日本のサッカーの起源の一説とされている。